# Nieuwe Molen (Terkoest)
De Nieuwe Molen (ook Ter Koestemolen, Herkermolen of Nieuwmolen genaamd) is een onderslagmolen op de Herk aan de Molenstraat in Terkoest, een dorp in de Belgische gemeente Alken.
Op de huidige locatie van deze molen bevond zich reeds voor 1556 een watermolen. De gebouwen van de huidige molen dateren uit de tweede helft van de 19e eeuw, het betreft een woonhuis, een molenhuis en een bijgebouw rondom een gekasseid erf. Het molenrad bevindt zich aan de linkerzijgevel van het molenhuis en heeft een diameter van ongeveer 4,30 meter.
In 1922 werd de Nieuwe Molen gekocht door Martin Reekmans, de toenmalige molenaar. De molen is tegenwoordig nog steeds in bezit van deze familie.
De molen en de omgeving zijn sinds 12 januari 1987 beschermd als monument en dorpsgezicht.
- Inventaris van het Bouwkundig Erfgoed (Vlaanderen): 31696

Dorpen: Sint-Joris · Terkoest · Alken-centrum 

Gehuchten: Blekkenberg · Buls · Hemelsveld · Hulzen · Nachtegaal · Paradijs · Plein · Rozenkrans · Stationsbuurt · Ter Linden · Waterkant · Wolfke · Zwarte Winning

Waterlopen: Herk · Mombeek · Simsebeek · Kozenbeek

Watermolens: Nieuwmolen · Herckermolen · Groenmolen · Dorpsmolen · Gustingenmolen

Stations: Station Alken · Station Hendrikstraat (voormalig)

Belgische gemeenten · Arrondissement Tongeren · Limburg · Vlaanderen